# Société d'ethnozootechnie
La Société d'ethnozootechnie est une société savante scientifique et culturelle dont l'activité se situe dans le domaine de l'agriculture et plus particulièrement dans celui de l'élevage.

## Origine
La Société d'ethnozootechnie a été créée en 1971, sous le statut d'Association loi de 1901, à l'initiative de Raymond Laurans, ingénieur général d'agronomie, qui termina sa carrière comme Directeur de la Bergerie nationale de Rambouillet. Cette création s'inscrivait dans une suite d'actions (expositions, publications diverses) engagées dès 1962.
Elle est actuellement présidée par Étienne Verrier, professeur de génétique animale à AgroParisTech.

## Missions
Raymond Laurans présentait la Société d'ethnozootechnie ainsi : « Elle étudie les relations Homme-Animal-Milieu dans les sociétés anciennes et actuelles, et leurs transformations déterminées par l'évolution de l'élevage (...). Les thèmes suivants retiennent plus particulièrement l'attention : l'origine des animaux domestiques et l'évolution des races, l'histoire de l'élevage, l'évolution des techniques et du langage des éleveurs, leur adaptation aux conditions socio-économiques, la conservation du patrimoine génétique animal, la place de l'élevage dans les sociétés anciennes et actuelles. » 

### L'ethnozootechnie au sein des ethnosciences
Comme pour toutes les ethnosciences, qui commencèrent d'apparaître à la fin du XIXe siècle, l'adjonction du préfixe ethno à une discipline introduit la notion de « populaire ». Ainsi, l'ethnobotanique s'intéresse aux connaissances populaires relatives aux plantes, l'ethnozootechnie, sensu stricto, aux connaissances populaires relatives aux animaux domestiques. Cette signification est toutefois un peu restrictive et on lui préfère "connaissances traditionnelles", même si les limites n'en sont alors pas faciles à fixer. Selon cette acception, l'ethnozootechnie apparaît d'emblée pluridisciplinaire, intéressant zootechniciens, ethnologues, vétérinaires, éleveurs, historiens, linguistes, érudits locaux, etc. En fonction de leur formation et de leur sensibilité, les uns et les autres privilégient tel ou tel aspect. Par exemple, les zootechniciens tenteront de continuer à faire vivre la zootechnie traditionnelle, laquelle a pratiquement disparu ces dernières décennies, ayant éclaté en plusieurs disciplines spécialisées. De leur côté, les ethnologues considéreront que les relations homme-animal doivent retenir préférentiellement l'attention. Dans la réalité, l'ethnozootechnie se veut très ouverte, se situant au carrefour des sciences sociales, de celles de la nature et des techniques de l'élevage.

### L'ethnozootechnie et les problématiques agricoles face aux demandes sociales contemporaines
La société d'ethnozootechnie rassemble des personnalités, ethnologues, sociologues, biologistes, comme Raymond Pujol, Jean-Pierre Digard, des professionnels, agronomes et vétérinaires, mais aussi des particuliers qui viennent d'horizons professionnels variés, attirés par la dimension culturelle et sociale des sujets traités.
Les domaines abordés recouvrent l'histoire des races animales et des techniques d'élevage, la place de l'élevage dans l'entretien des paysages, la valorisation des productions régionales et, d'une façon plus générale, la diversité systémique en agriculture. La société d'ethnozootechnie traite en fait beaucoup de sujets d'actualité touchant à l'élevage tout en les rendant accessibles à un large public et en leur conférant une dimension culturelle, à cet égard elle apparaît comme un lieu d'expression de préoccupations sociétales, en ménageant l'ouverture au progrès technique et la pondération dans sa mise en œuvre.

## Activités
La Société d'ethnozootechnie organise des journées d'étude, dont elle publie les Actes dans la revue Ethnozootechnie. De 1975 à 2010, 88 numéros dont beaucoup dépassent parfois largement les cent pages, sont parus. La collection est présente dans plusieurs bibliothèques universitaires et de grandes écoles. Le premier numéro d'importance a eu trait, en 1975, à la sauvegarde des "Races en péril", la Société d'ethnozootechnie ayant joué un rôle fondateur en France sur ce thème.